# João Ducas (césar)
João Ducas (em grego: Ιωάννης Δούκας; romaniz.: Iōannēs Doukas; m. c. 1088) foi o filho de Andrônico Ducas, um nobre paflagônio que serviu como governador do Tema da Mésia, e que pode ter sido o irmão mais novo do imperador bizantino Constantino X Ducas (r. 1059–1067). João Ducas foi o avô paterno de Irene Ducena, esposa do imperador Aleixo I Comneno (r. 1081–1118).

## Biografia

### Carreira como césar

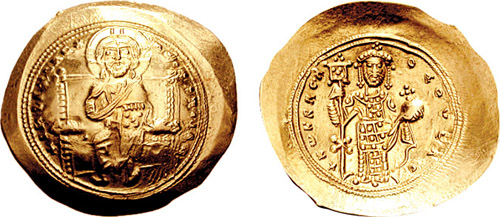
Histameno de ouro de r.

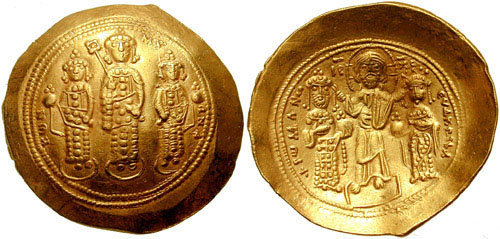
Histameno de ouro de r.: Miguel VII Ducas flanqueado por seus irmãos Andrônico e Constantino no anverso; Romano IV e Eudócia Macrembolitissa coroados por Cristo no reverso

João Ducas, a quem foi dada a dignidade de césar por seu irmão Constantino X, foi um dos membros mais influentes da aristocracia cortesã da morte de seu irmão até o período de Aleixo I Comneno. Sua riqueza derivou de propriedades na Trácia e Bitínia, e foi um amigo intimo do historiador Miguel Pselo, com quem trocou vasta correspondência. Embora é geralmente documentado pelas fontes como um membro da corte, havia começado sua carreira como general, com o posto de estratego.
João Ducas esteve envolvidos no cenário desde 1057, quando tornou-se conselheiro de Constantino X, e em 1061 quando frustou uma tentativa de golpe contra o imperador. Quando seu irmão falece em 1067, João veio à tona como protetor natural dos direitos de seu sobrinho Miguel VII Ducas (r. 1071–1078). Sua posição como césar e a influência de sua família no senado significa que estava por trás da oposição dos oficiais da corte para o casamento da imperatriz mãe Eudócia Macrembolitissa com Romano IV Diógenes (r. 1068–1071). Ao longo dos próximos três anos, tornou-se o pior inimigo do imperador, e sua intriga significa que o césar passou a maior parte do reinado de Romano ausentado de suas propriedades na Bitínia. Foi aqui que ele soube que seu filho Andrônico Ducas havia se juntado e então desertado o imperador na desastrosa campanha que terminou na batalha de Manzicerta em 1071.
O cativeiro de Romano deu a João a oportunidade de retornar para a corte a pedido de Eudócia Macrembolitissa. Unindo forças com Miguel Pselo, o césar fez a imperatriz compartilhar poder com seu filho, e então forçou-a a tornar-se freira e se aposentar dos assuntos da corte em outubro de 1071. Ele logo tornou-se o chefe de facto do governo em nome de Miguel VII, ordenando a ele a não reconhecer Romano como imperador, declarando que Romano tinha sido elevado para o trono para agir para Miguel, que era agora capaz de administrar o império. O césar enviou seus filhos Andrônico e Constantino para capturar Romano IV, que tinha sido libertado do cativeiro e, assim, assegurar o reinado de seu sobrinho Miguel VII. João Ducas inicialmente concordou em permitir a Romano resignar a púrpura e retirar-se para um mosteiro. Mas seu ódio era tamanho que renegou o acordo e ordenou que ele fosse cegado, enviando-o uma mensagem escarnicada parabenizando-o pela perde de seus olhos enquanto morria da infecção das feridas. Com a eliminação de Romano, João e Miguel Pselo foram supremos na corte.
O césar foi arruinado, contudo, por um de seus próprios instrumentos, o eunuco Niceforitzes. Por 1073, o eunuco tinha ganho a confiança de Miguel VII, que se voltou contra seu tio. O césar foi forçado a retirar-se para suas grandes propriedades, onde se divertia caçando nas florestas próximas às margens do Bósforo.

### Rebelião de 1074

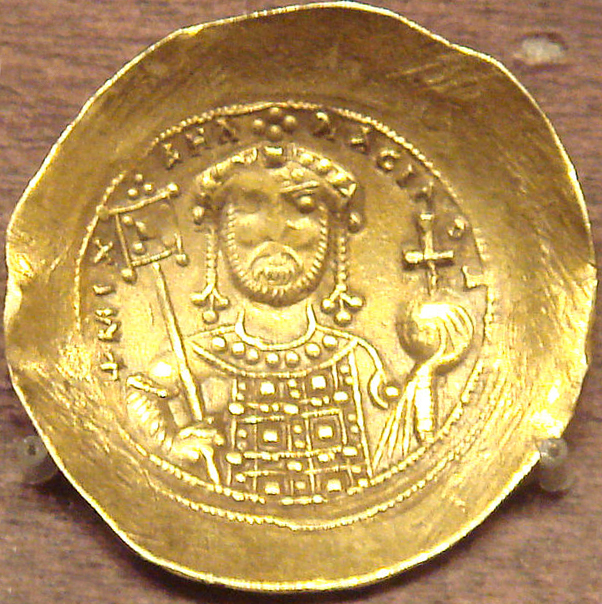
Miguelato (histameno) de r.

No meio tempo, o progresso dos turcos seljúcidas despertou o governo bizantino em ação, reunindo um exército de mercenários sob o comando de Isaac Comneno. Os mercenários normandos, liderados por Roussel de Bailleul, rebelaram-se contra os bizantinos, esmagando um exército imperial, e tentando estabelecer um reino independente na Anatólia. A situação na Ásia Menor era agora tão terrível, que em 1074, Miguel foi forçado a pedir que seu tio assumisse o comando de um exército imperial e derrotasse os mercenários normandos. Fixando seu quartel-general em Dorileia, os dois exércitos encontraram-se próximo da ponte sobre o rio Zompi, uma das grandes linhas de comunicação entre Constantinopla e as províncias centrais da Ásia Menor. Traído por seus mercenários francos e pela retirada vergonhosa das reservas asiáticas sob o comando do futuro imperador Nicéforo III Botaniates (r. 1078–1081), João foi derrotado e capturado com seu filho Andrônico. Os mercenários vitoriosos então começaram a avançar para as margens do Bósforo, com uma força de alívio sob o filho mais novo de João, Constantino, desintegrando-se quando seu comandante repentinamente morreu. Para libertar seu filho que estava ferido, João deu como reféns seus netos João Ducas e Miguel Ducas.
Roussel, não tendo certeza que sua força mercenária poderia derrubar o imperador em Constantino, decidiu agir como o general chefe para seu próprio imperador. Ele proclamou João Ducas imperador, facilmente persuadindo seu prisioneiro para assumir o título e destronar seu sobrinho ingrato, e eles continuaram em seu caminho para Constantinopla. Miguel VII e Niceforitzes estavam profundamente preocupados com a segurança deles. Eles formaram uma aliança com Solimão (r. 1077–1086), concluindo uma trégua formal entre os bizantinos e os turcos, em que Miguel deu a Solimão o governo das províncias que os turcos seljúcidas estavam em posse. Os turcos concordaram em fornecer um exército para lutar em nome de Miguel, e este exército moveu-se rapidamente para o monte Sofão, onde João Ducas e Roussel estavam acampados. Os mercenários foram emboscados e, embora Roussel conseguiu escapar, João foi capturado, terminando a rebelião. Após algum tempo como cativo seljúcida, João foi resgatado por seu sobrinho. Miguel permitiu que mantivesse sua visão na condição de que renunciaria todas as suas ambições imperiais e se tornaria um monge, como uma precaução adicional.

### Retorna à política
O tonsurado césar manteve alguma influência em acontecimentos políticos. Com o colapso da autoridade imperial no reinado e Miguel VII, aconselhou seu sobrinho a abdicar e tornar-se um monge quando Nicéforo III Botaniates ameaçou Constantinopla em 1078. Mais tarde orientou seu neto Miguel Ducas a procurar um padre disposto a realizar a cerimônia de casamento entre Nicéforo III e a imperatriz Maria da Alânia, a esposa do então deposto Miguel VII. Em 1081 foi com seu neto João Ducas para Esquizia onde Aleixo Comneno foi proclamado imperador em detrimento de Nicéforo III. Foi também João Ducas, que arranjou o casamento de sua neta Irene Ducena com Aleixo Comneno sobre as objeções da mãe deste último, Ana Dalassena. Nesta mudança das circunstâncias, abandonou o hábito monástico e Aleixo permitiu a ele retomar sua antiga posição de césar. Permanecendo parte da corte, continuou a aconselhar o imperador até sua morte ca. 1088.

## Família
Nem João nem seu irmão Constantino X foram descendentes do ramo masculino da antiga família Ducas que extinguiu-se após uma revolta durante a minoridade do reinado de Constantino VII Porfirogênito (r. 913–959). Foi descendente da linha feminina, e sua família foi originalmente chamada Ducitzes, para marcar a inferioridade da casa moderna, que tinha assumido o nome de Ducas. Por sua esposa Irene Pegonitissa, João Ducas teve ao menos dois filhos, ambos que morreram antes dele:
- Andrônico Ducas, que foi o pai de Irene Ducena;
- Constantino Ducas, que morreu em 1074.[17]